# Acousto-optique
Ne doit pas être confondu avec la photoacoustique qui est la génération d'ondes acoustiques par absorption de la lumière.
L’acousto-optique est une branche de la physique étudiant les interactions entre les ondes sonores et les ondes lumineuses, en particulier la diffraction d'un laser par les ultrasons et les ondes sonores en général.

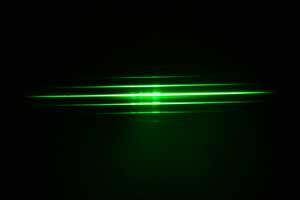
L'effet acousto-optique.

## Historique
Tandis que l’optique et l’acoustique ont été étudiés dès l’époque de la Grèce Antique, la naissance de l’acousto-optique est plus récente, puisque cette science n’émerge qu’au début du XXe siècle : en 1914, en effet, le physicien français Léon Brillouin présente une première théorie du couplage entre une onde lumineuse et une onde hypersonique. Ce n’est toutefois qu’en 1921, après la Première Guerre mondiale qu’il publiera sa théorie,.
Il démontre qu'une onde lumineuse traversant un fluide soumis à des ondes de compression-décompression de longueur d'onde très petite est diffractée à la manière d’un Réseau de diffraction : en effet, les variations périodiques de la pression induisent par effet photoélastique des variations de l’indice de réfraction. Le phénomène est rapidement confirmé dès 1932 par l’expérience, simultanément par Peter Debye et Francis Weston Sears (en) aux États-Unis, ainsi que par René Lucas et Pierre Biquard en France. Un cas particulier prédit par Brillouin, de diffraction au premier ordre sous un certain angle d'incidence[pas clair], a été vérifié à Rytow en 1935.
Râman et Nath esquissent en 1937 un modèle mathématique de diffraction des ondes lumineuses par des ondes sonores comprenant plusieurs ordres de diffraction, ils publient plusieurs articles de 1935 à 1936 démontrant qu'il est possible de moduler la lumière à l'aide de la voix et d'utiliser la lumière pour porter des sons, modèle que P. Phariseau développera en 1956 pour un ordre seul.
La découverte de Râman et Nath prit une importance très grande à partir des années 1970 lors de l'émergence des fibres optiques, la théorie qu'ils avaient développée étant fortement intéressante dans le cadre des télécommunications

## Principe
Les phénomènes d'interaction entre lumière et ondes sonores sont en général provoqués par le changement d'indice de réfraction de la matière dû aux ondes sonores le traversant. Les ondes sonores créent un motif régulier d'indice de réfraction, à cause de l'alternance entre compression et détente de la matière, qui se comporte comme un réseau de diffraction.

### Effet acousto-optique
L'effet acousto-optique est un cas particulier de la photoélasticité où un changement de la permittivité ε s'opère à cause d'une contrainte α. La photoéleasticité se traduit par une modification du coefficient optique Bi par une contrainte mécanique αj selon la relation {\displaystyle \Delta B_{i}=p_{ij}\alpha _{j}} pij est le tenseur photoélastique. Dans le cas de l'acousto-optique, la contrainte mécanique est le résultat de la propagation d'une onde sonore dans le milieu donnant lieu à des variations d'indice de réfraction dans ce milieu.
Pour une onde plane acoustique se propageant selon l'axe (Oz), l'indice de réfraction est variable dans le temps et l'espace, selon l'axe (Oz), ce qui amène {\displaystyle n(z,t)=n+\Delta n\cos {(\omega t-kz)}} où n est l'indice de réfraction du milieu à l'état stationnaire, Δn l'amplitude de la variation d'indice, ω la pulsation et k le nombre d'onde. Il est possible d'exprimer Δn : {\displaystyle \Delta n=-{\frac {1}{2}}n^{3}p_{ij}\alpha _{i}}.
Le profil sinusoïdal d'indice de réfraction agit comme un réseau de diffraction progressant à la vitesse de l'onde sonore. L'onde lumineuse est diffractée par ce réseau et pour un angle θm entre onde diffractée et onde incidente, on a {\displaystyle \Lambda \sin {\theta _{m}}=m\lambda } où Λ est la longueur d'onde de l'onde sonore, λ la longueur d'onde de l'onde lumineuse et m l'ordre de diffraction.
La lumière diffractée par une onde sonore de fréquence unique produit deux types de diffractions : l'effet Râman-Nath et la diffraction de Bragg. L'effet Râman-Nath intervient pour des fréquences acoustiques assez basses, de l'ordre de 10 MHz, pour des longueurs d'interaction acousto-optique de moins de 1 cm et à un angle arbitraire θ0[Lequel ?].
Au contraire la diffraction de Bragg est mise en jeu pour des fréquences acoustiques plus hautes, de l'ordre de 100 MHz ou plus. La figure de diffraction formée comprend deux pics d'intensité correspondant à l'ordre 0 et l'ordre 1 n'apparaissant que pour des angles proche de l'angle de Bragg θB tel que {\displaystyle \sin {(\theta _{B})}=-{\frac {\lambda f}{2n_{i}v}}\left[1+{\frac {v^{2}}{\lambda ^{2}f^{2}}}\left(n_{i}^{2}-n_{d}^{2}\right)\right]}, où λ est la longueur d'onde de la lumière incidente, f la fréquence acoustique, v la vitesse de l'onde acoustique, ni l'indice de réfraction du milieu de l'onde lumineuse incidente et nd l'indice du milieu de l'onde réfractée.
On distingue habituellement les deux types de diffraction (Bragg et Raman-Nath) à l'aide du paramètre de Klein-Cook noté Q (respectivement, lorsque Q>>1 et Q<<1) donné par {\displaystyle Q={\frac {2\pi \lambda \ell f^{2}}{n\nu ^{2}}}}. Comme en général seul le maximum du premier ordre de diffraction est utilisé dans les appareils acousto-optiques, la diffraction de Bragg est préférable pour éviter des pertes optiques trop grandes. Cependant cette diffraction limite le spectre de fréquence acoustique possible. De ce fait, la vitesse de fonctionnement des appareils acousto-optiques est aussi limitée.

## Application
L'acousto-optique est largement utilisée pour l'étude des ultrasons mais aussi dans la conception de systèmes de déflexion, de modulation, de traitement de signal et de décalage en fréquence des faisceaux lumineux. On utilise aussi l'acousto-optique dans les télécommunications pour les propriétés découvertes par Râman et Nath. En outre les progrès réalisés dans le domaine des lasers et leur plus grande disponibilité permet d'étudier les phénomènes associés à l'acousto-optique plus facilement[Quand ?].
Au niveau des composants acousto-optiques de grands progrès ont pu être réalisés grâce à l'amélioration des techniques de croissance cristalline et des transducteurs piézoélectriques.
Dans un autre registre, l'acousto-optique peut être utilisée dans des procédés non destructifs, dans la surveillance de l'état des structures et pour des applications biomédicales où la génération d'ultrasons grâce à la lumière ou la mesure optique des ultrasons permet une imagerie sans contact.

### Modulateur acousto-optique

Schéma de principe d'un modulateur acousto-optique.

En faisant varier les paramètres de l'onde acoustique, son amplitude, sa phase, sa fréquence ou sa polarisation, il est possible de moduler les propriétés de l'onde optique.
La méthode la plus simple pour moduler le signal optique est d'alternativement allumer et éteindre le champ acoustique : lorsque le champ est éteint, la lumière n'est pas déviée, lorsque le champ est allumé, le faisceau de lumière est diffracté par la diffraction de Bragg.
La conception et les performances d'un modulateur acousto-optique, le matériau doit être particulièrement bien choisi de façon que l'intensité du faisceau diffracté soit optimale. Le temps que met l'onde acoustique pour parcourir le diamètre du faisceau lumineux limite la bande passante de modulation ; la vitesse de l'onde acoustique étant finie l'onde lumineuse ne peut être complètement éteinte ou allumée tant que l'onde acoustique n'a pas parcouru l'entièreté du faisceau de lumière. De manière à augmenter la bande passante, la lumière doit être focalisée au maximum dans le lieu de l'interaction acousto-optique.
La tache image minimale représente la limite de la bande passante.

### Déflecteur acousto-optique
Un déflecteur acousto-optique contrôle spatialement le faisceau lumineux diffracté. La fréquence de l'onde acoustique est modulée de manière à diffracter le faisceau lumineux à différents angles comme {\displaystyle \Delta \theta _{d}={\frac {\lambda }{\nu }}\Delta f} où θd est l'angle du faisceau diffracté, Δf la variation de fréquence de l'onde sonore, ν la vitesse de l'onde sonore, et λ la longueur d'onde du faisceau.
La technologie des déflecteurs acousto-optiques a été utilisée dans le cadre du prix Nobel de physique de 2001 sur la condensation de Bose-Einstein ainsi que pour la capture optique de petites molécules.
Les déflecteurs acousto-optiques sont très similaires aux modulateurs acousto-optiques en cela que le premier est un modulateur de fréquence et le deuxième un modulateur d'amplitude. La conception d'un déflecteur est plus difficile que celle d'un modulateur.

### Filtre acousto-optique
Le filtrage acousto-optique repose sur la dépendance de la longueur d'onde de la lumière diffractée à la fréquence acoustique. En modifiant cette fréquence, il est possible de diffracter une longueur d'onde précise acousto-optiquement.
Il existe deux types de filtres acousto-optiques, les colinéaires et non colinéaires, nommés ainsi pour la nature géométrique de l'interaction acousto-optique mise en jeu.
La polarisation de la lumière incidente est soit ordinaire, soit extraordinaire.
Soient :
- α : l'angle entre l'axe de propagation de l'onde acoustique et l'axe cristallographique du cristal,
- γ : l'angle de différence de parallélisme entre les faces d'entrée et de sortie de la cellule du filtre (cet angle est nécessaire pour pouvoir éliminer le décalage angulaire du faisceau diffracté causé par un changement de fréquence),
- φ : l'angle entre l'axe de propagation de la lumière incidente et l'axe cristallographique du cristal,
- {\displaystyle \alpha _{\ell }} : l'angle entre la face avant de la cellule et l'axe de propagation de l'onde acoustique,
- β : l'angle entre les axes de propagation de la lumière incidente et diffractée à la fréquence centrale {\displaystyle f_{i}},
- {\displaystyle \ell } : la longueur du transducteur.

On a alors pour une lumière incidente polarisée ordinairement :
{\displaystyle n_{\varphi }={\frac {n_{0}n_{e}}{\sqrt {n_{0}^{2}\cos \varphi +n_{e}^{2}\sin ^{2}\varphi }}}}
{\displaystyle f_{i}(\varphi )={\frac {\nu }{\lambda }}\left[n_{\varphi }\cos(\varphi +\alpha )\pm {\sqrt {n_{0}^{2}-n_{\varphi }^{2}(\varphi )\sin ^{2}(\varphi +\alpha )}}\right]}
Les indices de réfraction ordinaire ({\displaystyle n_{0}}) et extraordinaire ({\displaystyle n_{e}}) sont déterminés en prenant en compte leur dispersion respectives.
La lumière incidente n'a pas besoin d'être polarisée dans le cas d'un filtre non colinéaire. La lumière non polarisée sera diffusée dans des faisceaux polarisés de manière orthogonale séparés d'un angle de diffusion spécifique au filtre et à la longueur d'onde.

## Matériaux
Parmi les matériaux présentant des caractéristiques acousto-optiques on trouve :
- Le verre de quartz
- Le niobate de lithium (LiNbO3)
- Le trisulfure de diarsenic (en) (As2S3)
- Le dioxyde de tellure (TeO2) et plus généralement les verres de tellure
- Le verre flint verre de silicate additionné de plomb
- Le Ge55As12S33
- Le calomel ou chlorure mercureux (Hg2Cl2)
- Le bromure de plomb(II) (PbBr2)